# Marfim Barberini
O Marfim Barberini ou Díptico Barberini é uma peça de arte bizantina datada dos últimos anos da Antiguidade Tardia ou início da Idade Média que atualmente faz parte do acervo do Museu do Louvre, em Paris. Trata-se de um díptico imperial constituído por uma placa de marfim com quatro painéis esculpidos no estilo classicizante conhecido como estilo teodosiano tardio, representando um imperador bizantino triunfante.
A obra é geralmente datada da primeira metade do século VI e atribuída a uma oficina imperial de Constantinopla, representando provavelmente Justiniano (r. 527–565), embora possivelmente possa ser Anastácio I (r. 491–518) ou ainda mesmo Zenão (r. 474–475; 476–491). É um documento histórico notável por estar ligado à rainha Brunilda da Austrásia (c.  550–613). Na parte traseira tem uma lista de nomes de reis francos, todos parentes de Brunilda, indicando a importância da posição das rainhas nas famílias reais francas. Brunilda encomendou a lista para a oferecer à igreja como uma imagem votiva.
A peça apresenta tem muitas das caraterísticas dos dípticos consulares nos esquemas decorativos, embora não seja um. O imperador é acompanhado no painel principal por um bárbaro conquistado que enverga umas calças à esquerda, uma figura alegórica agachada, que provavelmente representa território conquistado ou reconquistado e que segura o pé do imperador em sinal de agradecimento ou submissão, além de uma anjo ou Vitória que coroa o imperador com a tradicional palma de vitória (a qual já não existe atualmente). Apesar do bárbaro estar parcialmente escondido pela enorme lança do imperador, esta não o trespassa, e ele parece mais atónito e profundamente reverente do que combativo. Por cima, Cristo com um penteado em moda na época, com caracóis, é flanqueado por mais dois anjos com estilo das figuras de vitória pagãs; ele reina acima, enquanto o imperador o representa em baixo, na Terra. No painel do fundo, bárbaros do Ocidente (à esquerda, de calças) e do Oriente (à direita, com presas de marfim, um tigre e um pequeno elefante) trazem tributos, que incluem animais selvagens. A figura do painel à esquerda, não aparenta ser um santo mas sim um soldado, segura uma estatueta da Vitória; o seu homólogo do lado direito perdeu-se.

## Descrição

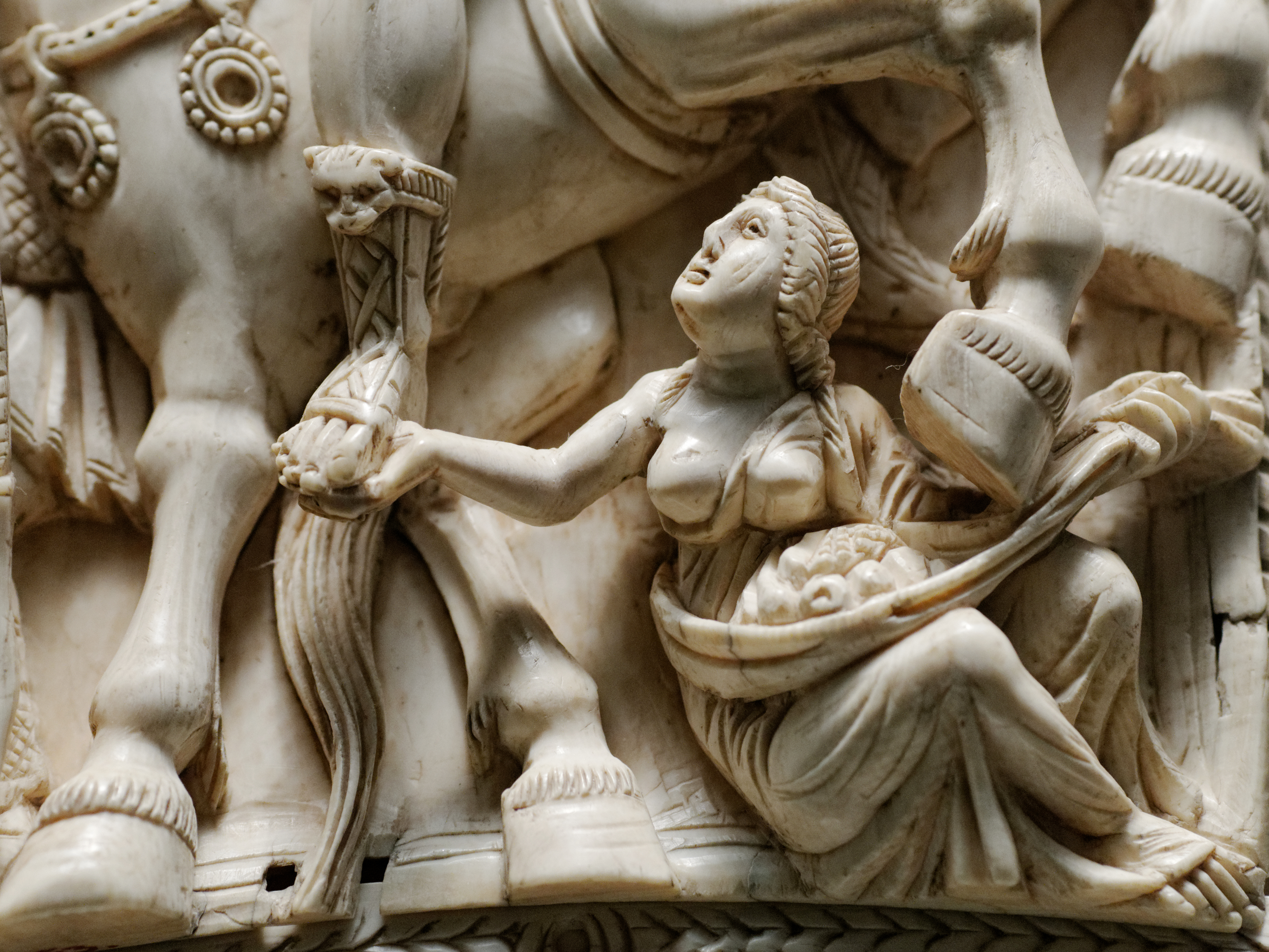
Detalhe do canto inferior direito do painel central

O díptico, uma das peças mais importantes da coleção Barberini, era constituído por quatro painéis retangulares, dos quais apenas restam quatro — o do lado direito, não existe, tendo sido substituído, talvez no século XVI por uma pequena tabuleta com a inscrição «CONSTANT. N. IMP. CONST.» Os painéis são ajustados entre eles por ranhuras e re´guas e dispostas em redor de um painel central maior. O conjunto é o mais bem preservado do seu tipo na categoria dos objetos profanos oficiais ainda existentes, que usualmente são agrupados sob a designação de dípticos imperiais. Mede 34,2 cm de altura por 26,8 cm de largura, no total, enquanto que as dimensões do painel central são 19 cm de altura por 12,5 cm de largura e 2,5 cm de profundidade. É feito de marfim de elefante esculpido e cravejado com incrustações de pedras preciosas, das quais subsistem sete pérolas. Não apresenta vestígios de policromia, contrariamente ao que foi suposto por certos historiadores.[carece de fontes?]
O reverso do painel é plano e liso, sem depressão para a cera como a que se encontra num díptico consular usado como placa para escrever. No entanto é estriado com linhas esculpidas posteriormente sobre inscrições mais antigas a tinta: trata-se de uma lista de nomes (orações para os mortos) entre as quais se reconhecem os reis da Austrásia e nomes sobretudo latinos — pela análise  onomástica a lista pode provir da Auvérnia e não da Provença, como se poderia inferir da localização do painel na época moderna. As inscrições datariam assim do final do século VI ou início do século VII (sem dúvida um presente do imperador Maurício (r. 582–602) à rainha Brunilda da Austrásia (c.  550–613) e provam que a obra foi levada precocemente para a Gália. A sua história posterior é desconhecida até 1625, quando foi oferecida por Nicolas-Claude Fabri de Peiresc ao legado Francesco Barberini em Aix-en-Provence, que a integrou na sua coleção em Roma. Foi adquirida pelo Museu do Louvre em 1899 e pertence desde então à coleçao do departamento de obejtos de arte (número de inventário OA 9063).
Não é certo que a placa tenha feito parte de um díptico, ou seja, que tenha existido outro conjunto comparável de painéis que formasse uma segunda placa, onde pudesse ter estado representada, por exemplo, a imperatriz: o peso da placa existente é já demasiado grande para que possa ser facilmente manuseado e cumprir uma função utilitária. Além disso, não há vestígios de dobradiça cuja existência poderia sugerir uma espécie de encadernação.[carece de fontes?]

## Decoração
Os painéis laterais apresentam bordos incisos decorados com óvalos e rais-de-cœu simplificados, que em volta do painel central dão lugar a uma grinalda de folhas estilizadas com um espaço circular ao meio que tinha uma incrustação atualmente perdida.[carece de fontes?]

### O painel central

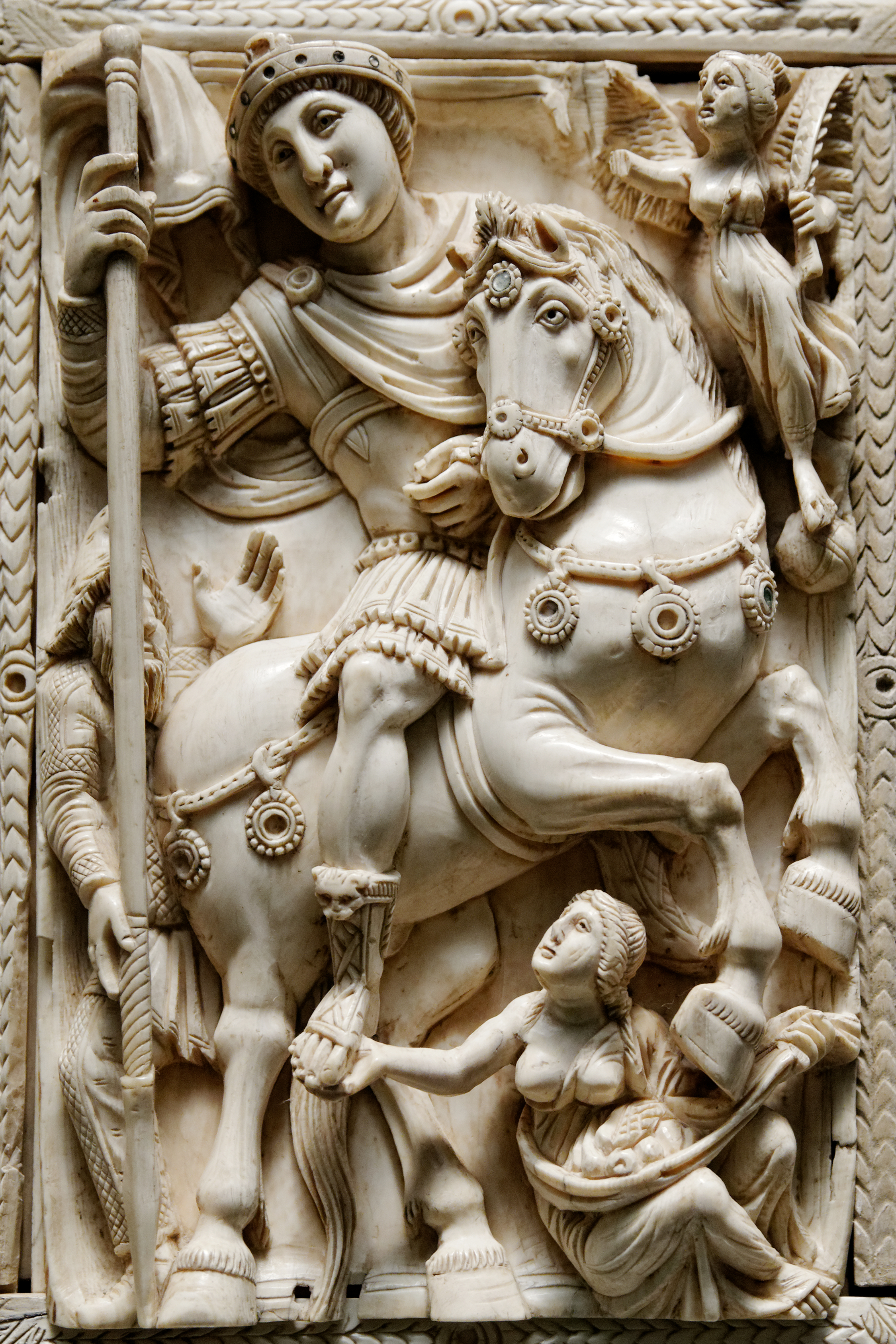
O imperador triunfante no painel central

A composição ordena-se em redor da placa central que a domina tanto pelo seu motivo como pela sua qualidade estilística. O motivo esculpido representa a figura triunfante de um imperador montado num cavalo empinado. O imperador segura na mão direita a haste de uma lança, cuja ponta está fincada no chão, e segura as rédeas do cavalo com a mão esquerda. Atrás da lança é visível a figura de um bárbaro, identificado como tal pela sua cabeleira e barba desgrenhadas e sobretudo pelas suas vestimentas: usa um barrete recurvado, similar ao barrete frígio, indicação de uma origem oriental, uma túnica com mangas compridas e bragas (calças). Simbolizando um persa ou um cita, ele representa os povos vencidos pelo imperador: é em sinal de submissão que que ele toca a lança com a mão direita e levanta a mão esquerda.[carece de fontes?]
No canto inferior direito, debaixo do cavalo, uma mulher penteada com tranças está sentada no chão: o seu vestido escorregou, pondo à mostra o seu peito direito. A mão esquerda segura uma aba do vestido onde há frutos, símbolos de prosperidade. O seu braço direito está estendido de forma a segurar com a mão direita o pé direito do imperador, em gesto de submissão. Trata-se da personificação da Terra, que representa a área de domínio universal do imperador e sobretudo a prosperidade do seu reino, simbolizado pelos frutos que carrega e pelo peito desnudado. Esta personificação é frequentemente apresentada neste papel nas imagens do imperador em solenidade ou triunfante: é o caso, por exemplo, do  missório (missorium) de Teodósio, no qual Telo é representado numa medalha, sob a figura de Teodósio no trono em pose majestática; é também o caso do relevo da piedade dos augustos (pietas augustorum) sob o Arco de Galério, onde os Tetrarcas são acompanhado por toda uma série de personificações, nomeadamente as de Gaia, a Terra. Estas personificações de Telo ou Gaia são geralmente reconhecíveis pelo seu atributo principal, a cornucópia, o corno da abundância: ela não está presente no marfim, mas a aba do vestido de Telo, cheio de frutos, preenche a mesma forma e a função simbólica.[carece de fontes?]

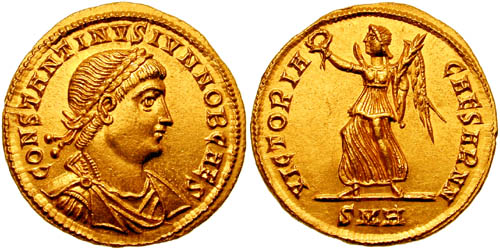
Soldo de cunhado, cujo reverso apresenta uma Vitória alada similar à do marfim

Simetricamente a esta primeira figura feminina, no canto superior direito da placa é representada uma estatueta da Vitória alada, de pé sobre um globo que tem inscrito o símbolo da cruz, segurando na mão direita uma palma, símbolo de vitória, e na mão esquerda, partida, certamente uma coroa destinada ao imperador. Este tipo de estatueta de personificação é igualmente um dos motivos obrigatórios da iconografia do imperador triunfante: encontra-se em numerosas moedas (por exemplo, no reverso do soldo de Constantino II da imagem), na escultura (por exemplo na cena do sacrifício no Arco de Galério) e em alguns dípticos consulares.[carece de fontes?]
O imperador, com corte de cabelo em tigela ou arquivolta, de forma que a franja desenha um arco de círculo em redor da face, usa uma coroa com pérolas embutidas, das quais ainda restam quatro. Os traço faciais, de forma oval, são bastante pesados, principalmente nas pálpebras e no nariz, mas dão um aspeto sorridente ao retrato imperial. O imperador enverga um uniforme militar de comandante-em-chefe, função na qual é representado. Sob a couraça veste uma túnica curta e por cima o manto (paludamento), do qual uma aba flutua atrás dele, e que é preso no ombro por uma fíbula redonda. Esta última e a couraça tinham originalmente uma pedra preciosa incrustada. Calça botas com atacadores cruzados, decorados com uma cabeça de leão. Os arreios do cavalo são ornamentados com uma série de medalhões aljofarados, originalmente com incrustações que se perderam à exceção de uma no meio da cabeça.[carece de fontes?]
O relevo deste motivo central é particularmente acentuado: a Vitória, a lança e, em menor escala, as cabeças do imperador e da sua montada, são quase esculpidos em vulto. O padrão cuidado das cortinas e a minúcia em certos detalhes anatómicos, como os músculos da perna do imperador, podem ser qualificados de classicizantes. Estas caraterísticas, juntamente com a desproporção intencional das figuras para destacar a majestade da pessoa imperial, fazem lembrar a arte teodosiana.[carece de fontes?]

### Painéis laterais, inferior e superior

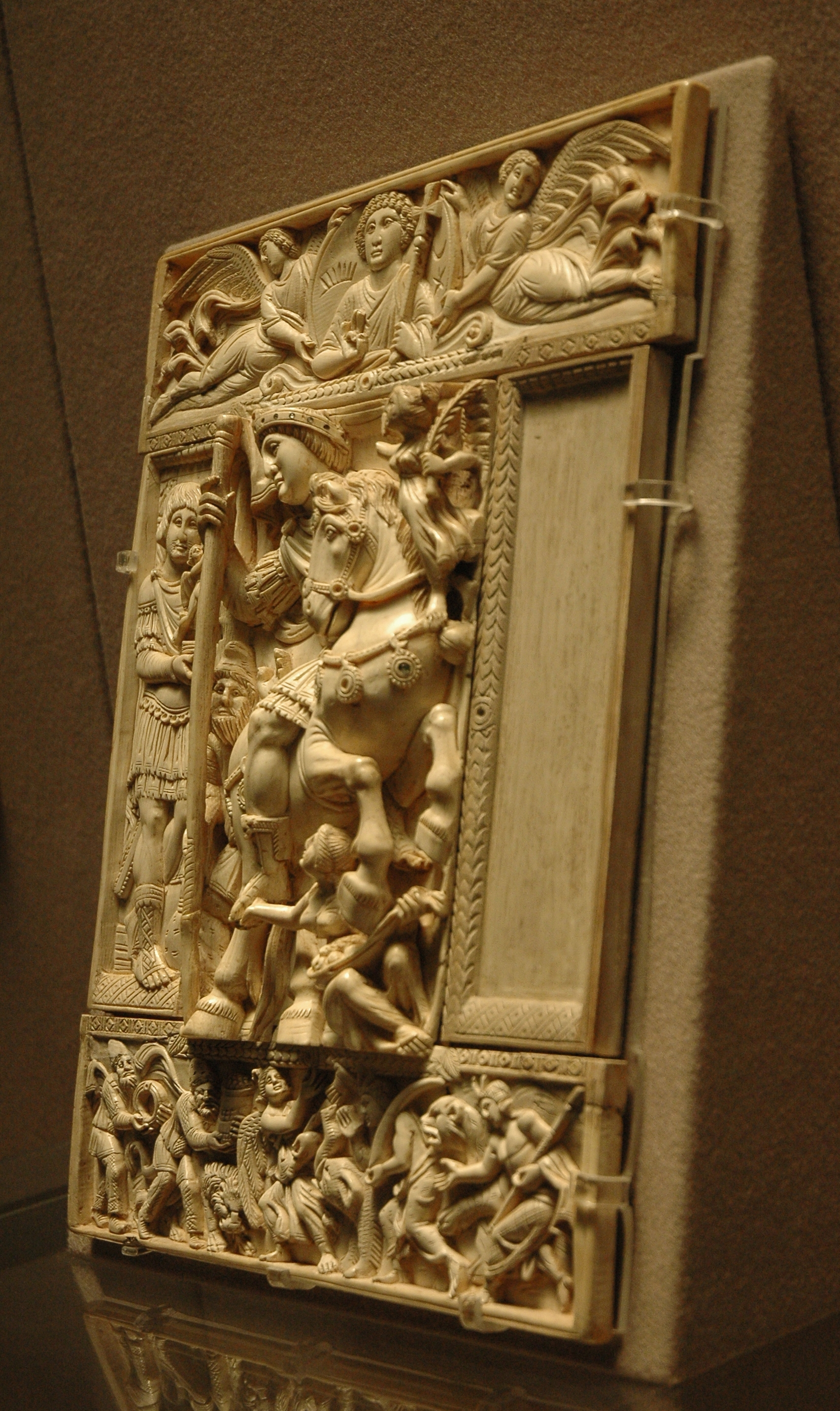
Vista a três quartos, onde é evidente a diferença de profundidade entre os relevos do painel central e dos restantes

Os painéis laterais são de um relevo menos elevado e estilisticamente, em geral, apresentam um grau menor de virtuosidade. A profundidade máxima do painel central é de 28 mm, enquanto que a dos restantes painéis é de apenas 8 a 9 mm.[carece de fontes?]
O relevo da placa esquerda representa um oficial superior, reconhecível para sua panóplia militar, comparável à do imperador: com barba, enverga uma couraça e paludamento, fixado ao ombro por uma fíbula mais simples. Fixada ao lado esquerdo da cintura, vê-se a bainha aljofrada da sua espada. O oficial avança em direção ao imperador oferecendo-lhe uma estatueta da Vitória num pedestal, que segura uma palma e uma coroa, em tudo semelhante à do painel central. A personagem evolui por uma decoração arquitetural composta por duas colunas retorcidas que suportam capitéis coríntios e por um pavimento — talvez opus sectile — que evoca a sala de um palácio.[carece de fontes?]
Este personagem é por vezes identificado como um cônsul devido à estatueta da Vitória e ao saco (muito provavelmente de ouro) que tem aos seus pés serem atributos consulares, mas pode também ser uma alusão à sparsio, as dádivas consulares (em latim: largitio; em grego: λαργιτίων; romaniz.: largitíôn) representadas noutros dípticos, como o de Clemente (513) e de Justino (540). O saco de ouro é principalmente um símbolo do espólio de guerra e por conseguinte constitui a prova do triunfo imperial. No cronógrafo de 354, o  césar Constâncio Galo é representado de forma semelhante, com uma estatueta da Vitória comparável, mas enverga vestes civis e não militares. O oficial do marfim Barberini deve por isso representar um general que participou na campanha militar vitoriosa celebrada pelo relevo. Dada a concessão simétrica deste tipo de obra, é natural supor que o painel em falta no lado direito tivesse também ele a representação de um general.[carece de fontes?]
O painel inferior é uma espécie de friso decorado com uma procissão dupla de bárbaros e de animais que convergem para a figura central de uma Vitória virada para o alto e para a figura imperial do painel central. A Vitória tem sobre o seu braço esquerdo um troféu militar, representado na forma tradicional de um tronco sobre o qual está fixada uma panóplia. Os bárbaros vencidos levam ao imperador várias dádivas que representam o seu tributo e são diferenciados pelas suas farpelas e pelos animais selvagens que os acompanham. À esquerda, dois personagens barbudos são do mesmo tipo do bárbaro do painel central; envergam uma túnica curta, um barrete frígio e sapatos fechados. Um segura uma coroa e o outro um recipiente cilíndrico cujo conteúdo se desconhece, talvez um cesto de ouro; são precedidos por um leão. Podem tratar-se de Persas ou Citas.[carece de fontes?]

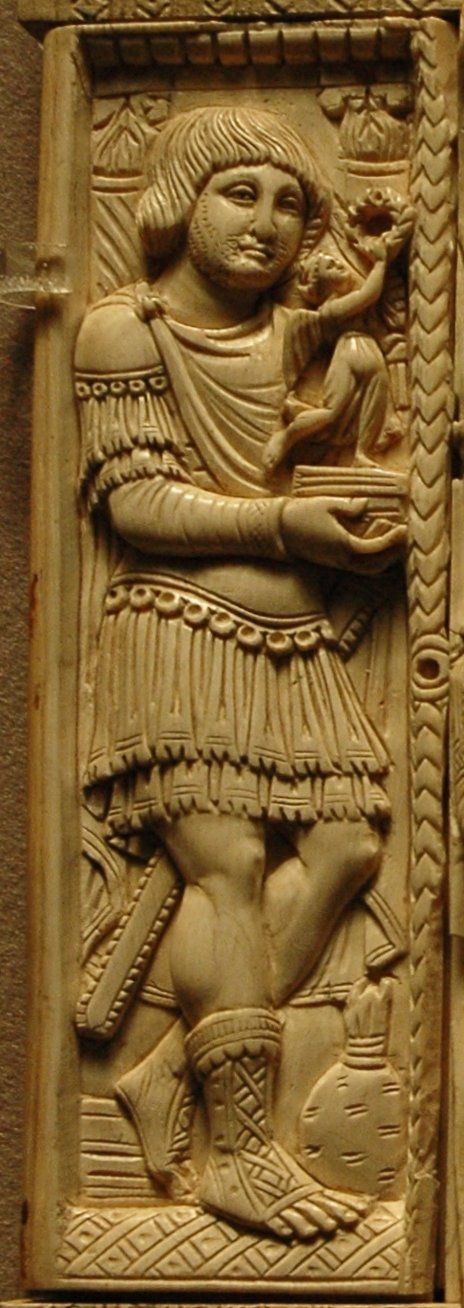
Painel lateral esquerdo, representando um oficial bizantino

Os dois bárbaros à direita estão vestidos de forma muito diferente: de torsos nus, têm uma touca de tecido com penas, um pano simples amarrado na cintura e sandálias. O primeiro traz às costas uma presa de elefante e o segundo um bastão de função desconhecida. São acompanhados por um tigre e um pequeno elefante. São identificados como sendo indianos.[carece de fontes?]
Este motivo de bárbaros prestando homenagem ao imperador — chamado aurum coronarium (entrega do tributo) — é usual nos baixos-relevos romanos e bizantinos de temática política. Ele mostra a clemência do imperador e sublinha o simbolismo da vitória imperial. Um dos dois fragmentos de marfim atribuídos a um díptico imperial que se encontram em Milão representam também este motivo, numa obra ligeiramente anterior. Encontra-se igualmente em Constantinopla, por exemplo na base da Coluna de Arcádio, numa composição de conjunto comparável ao do marfim Barberini, ou na base do Obelisco de Teodósio no hipódromo. Neste último, os bárbaros, dez no total, estão igualmente divididos em dois grupos que convergem para a figura central do imperador, ali em pose majestática no trono na sala imperial, na companhia de outros augustos: ali encontram-se os Persas à esquerda e talvez Germanos ou Godos à direita. A Vitória está ausente neste relevo, mas ela está bem presente na base da Coluna de Arcádio e encontrava-se também numa base perdida, tradicionalmente atribuída à Coluna de Constantino. Nestes dois casos a Vitória está em posição central, como uma espécie de intermediária entre os bárbaros vencidos e a figura do imperador, situada por cima.[carece de fontes?]
O painel superior do marfim é ocupado por dois anjos que seguram uma imagem clipeada (imago clipeata), um grande medalhão onde figura um busto de Cristo, jovem e imberbe, que tem na mão um cetro cruciforme, e fazendo com a mão direita o sinal tradicional de bênção (com o anelar dobrado sobre o polegar). Os símbolos do sol, à esquerda, e da lua e de uma estrela, à direita, emolduram o busto. A dupla de anjos que carregam uma imagem de Cristo substitui aqui a imagem anterior das duas Vitórias com a personificação de Constantinopla que se encontram no segundo painel do díptico imperial de Milão anteriormente mencionado. Esta substituição não é uma mera trivialidade, pois implica uma mudança paradigmática de extrema importância para a compreensão e datação do objeto.[carece de fontes?]
A obra combina por um lado o tema clássico de todo o poder do imperador vitorioso, coroado pela Vitória e cujo reino universal é sinónimo de paz e de prosperidade, e por outro lado o tema da vitória cristã que se deve ao patrocínio do Cristo benzendo o imperador. Ela introduz uma nova hierarquia cósmica à representação do triunfo imperial. Trata-se de uma obra eminentemente política destinada a servir a propaganda imperial. A qualidade da execução permite atribuí-la a uma oficina imperial de Constantinopla.[carece de fontes?]

## Identificação do imperador
A questão da identificação do imperador representado no painel central constitui o problema central que ocupou os comentadores do marfim Barberini: o seu primeiro proprietário moderno conhecido, Peiresc, reconhecia sem hesitação aparente Heráclio (r. 610–641) e identificava o oficial que lhe oferece a estatueta da Vitória o seu filho Constantino III. Outros autores reconheceram nos traços do imperador Constantino I, Constâncio II, Zenão (r. 425–491) e sobretudo Anastácio I (r. 491–518) ou Justiniano (r. 527–565).
A identificação é complicada pelo facto do imperador representado não ser necessariamente o que reinava quando o marfim foi executado, pelo que a datação do marfim não é conclusiva para a identificação da figura imperial, apesar de ser indiscutivelmente uma indicação preciosa.[carece de fontes?]

### A hipótese de Anastácio

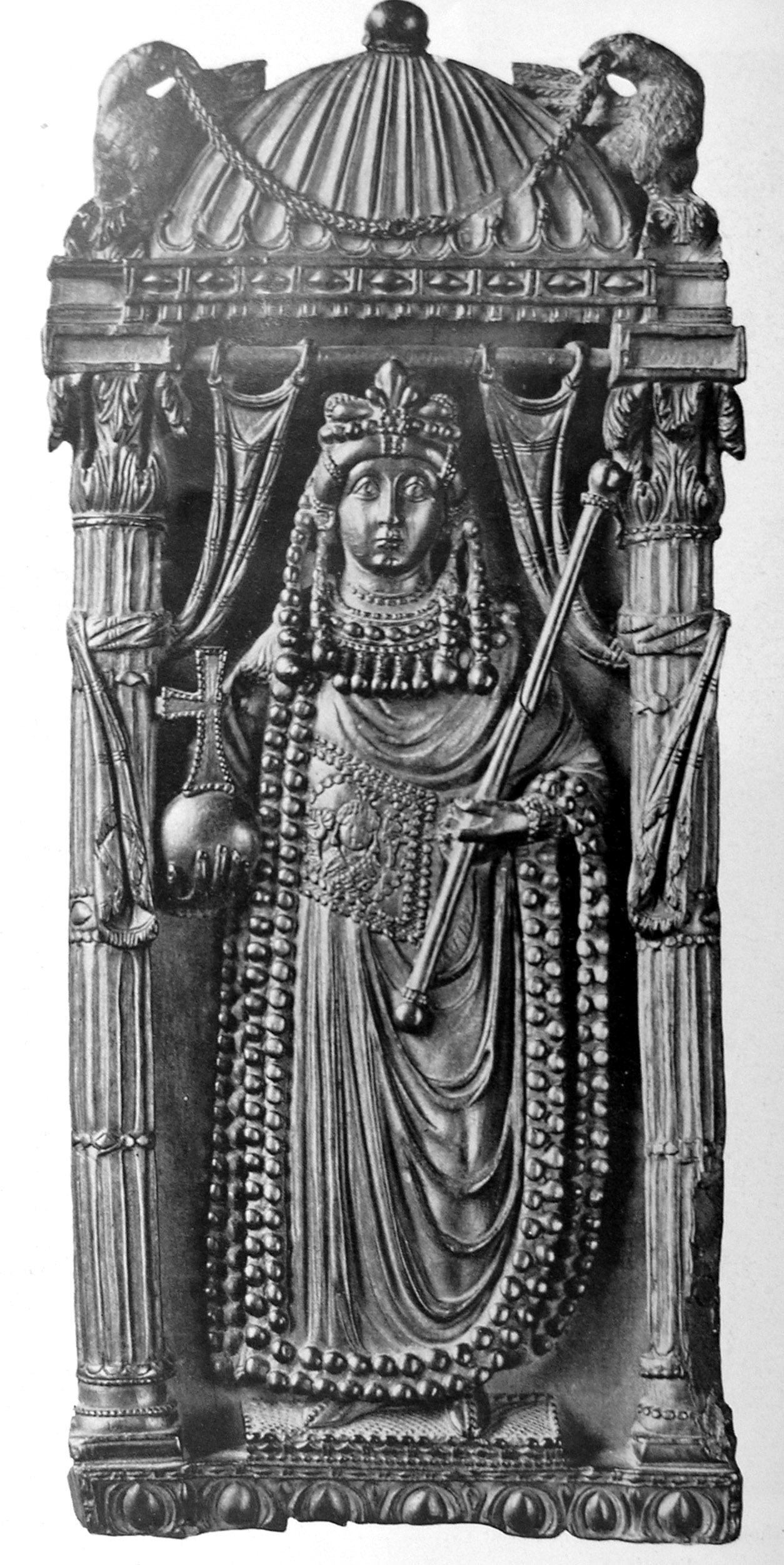
Painel de marfim do díptico imperial com a suposta representação da imperatriz Ariadne, Museu Bargello, Florença

De um ponto de vista estilístico, a escultura em alto-relevo do painel central é comparada a outros dois painéis de marfim datados do início do século VI que representam uma imperatriz, um que se encontra no Museu Bargello de Florença e outro no Museu de História da Arte em Viena. Supõe-se que a imperatriz era Ariadne (r. 474–515), esposa sucessivamente dos imperadores Zenão e Anastácio. Este paralelo pode sugerir que o imperador no marfim Barberini seja Anastácio.[carece de fontes?]
O reinado de Anastácio foi marcado por uma guerra difícil contra o Império Sassânida de 502 a 505, concluída por uma paz de status quo em 506, mas que pode ter sido apresentada em Constantinopla como um triunfo após os fracassos iniciais. A produção do marfim de Barberini é assim concebível nesse contexto e o triunfo representado teria sido celebrado contra a Pérsia.[carece de fontes?]
Mas apesar de partilhar algumas caraterísticas com certos cônsules representados em dípticos contemporâneos de Anastácio, como o dele próprio (517) e sobretudo o de Magno (518), o retrato do imperador tem muito poucas semelhanças com os retratos conhecidos de Anastácio, como o do medalhão presente no díptico de 517. Em vez disso, ele aparenta semelhanças como os retratos de Constantino, o que levou alguns historiadores a identificá-lo com este último imperador. Era Constantino que Francesco Barberini pensava reconhecer no marfim da sua coleção, como consta de um catálogo da sua época. Esta interpretação deve-se também em grande medida à inscrição moderna do painel direito, na qual se reconhece facilmente o nome de Constantino, que no entanto também pode tratar-se de Constante ou Constâncio II.[carece de fontes?]
Os critérios estilísticos não deixam dúvidas do facto que o marfim é posterior ao final do século V. A semelhança do retrato imperial como os de Constantino pode ser explicado pela vontade explícita de recordar a imagem daquele imperador. Nesta perspetiva, esta citação iconográfica de Constantino ajusta-se melhor a Justiniano do que a Anastácio.[carece de fontes?]

### A hipótese de Justiniano
O estilo dos painéis secundários, com o seu relevo menos trabalhado, e principalmente o desenho puramente gráfico e não plástico dos drapeados, ajustar-se-ia a uma datação mais tardia da obra, próxima de meados do século VI. A justaposição de relevos de qualidade desigual evoca outra obra célebre da escultura em marfim dessa época, o trono episcopal do bispo Maximiano (545  556) em Ravena, muito provavelmente outro produto das oficinas de Constantinopla. Segundo esta perspetiva, o imperador triunfante seria Justiniano.[carece de fontes?]

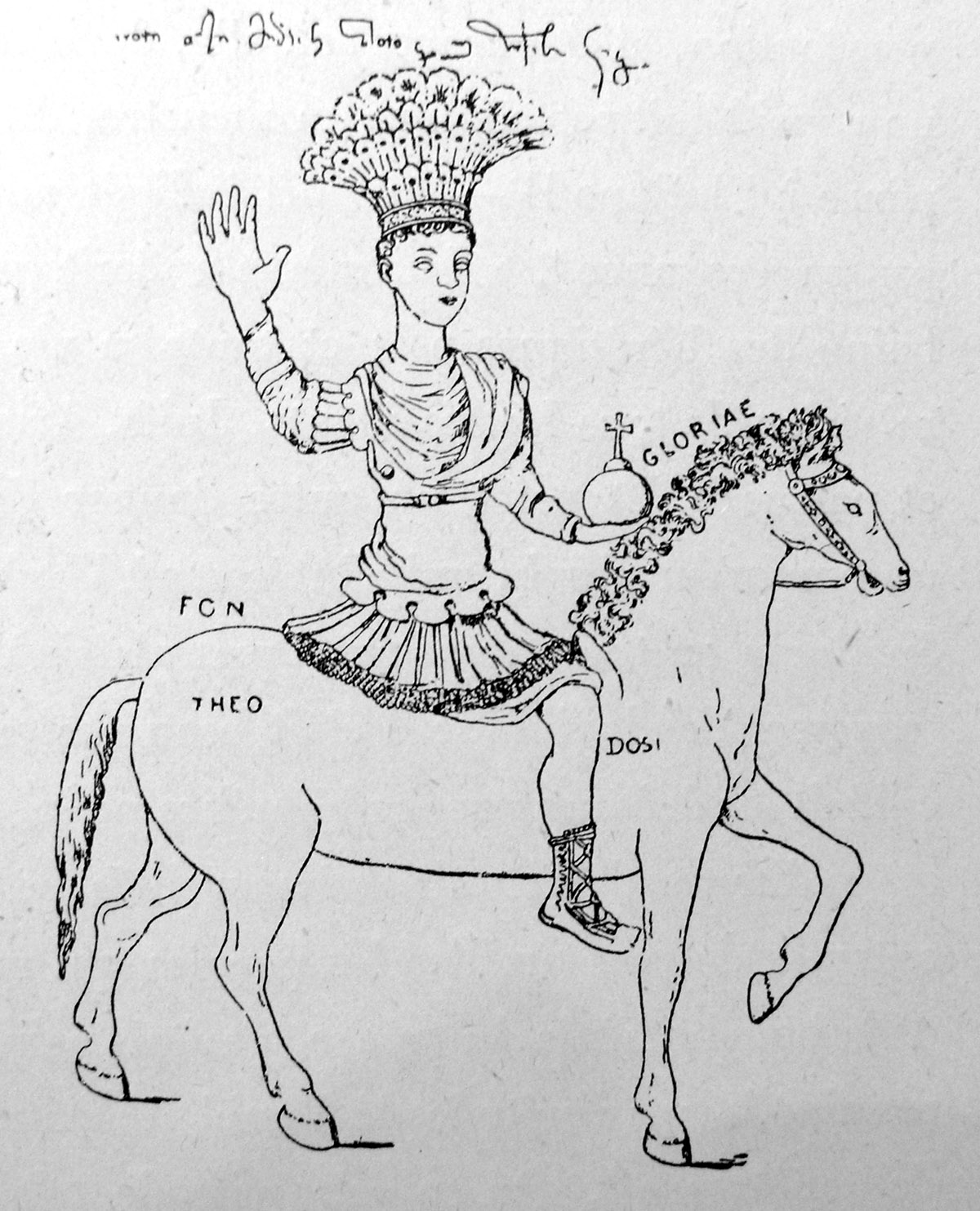
Desenho de Ninfírio da estátua equestre de Justiniano no Augusteu. Universidade de Budapeste

O lugar preponderante dado na composição à figura de Cristo benzendo o imperador apoiaria também esta hipótese: algo semelhante acontece no díptico consular de Justino (ca.  525–566), o último conhecido deste tipo de objetos, que em 540 é o primeiro a colocar lado a lado as imagens de Cristo e do casal imperial, Justiniano e Teodora, em medalhões por cima do cônsul. Até então a presença cristã nos dípticos limitava-se ao símbolo da cruz, como as que emolduram os retratos imperiais no díptico do cônsul Clemente em 513. Esta cruz pode também ter figurado numa coroa de dois anjos, segundo o motivo bem conhecido na época teodosiana: além dos marfins, como o de Murano, os baixos-relevos da Coluna de Arcádio ou a decoração do sarcófago de Sarigüzel são outros exemplos célebres. A substituição da cruz por um busto de Cristo na coroa do marfim Barberini marca um grau suplementar da cristianização do relevo que parece assim mais tardio do que o reinado de Anastácio e corresponde antes à orientação ideológica observada desde o início do reinado de Justiniano. O grande díptico imperial de Londres, do qual só resta um painel representando um arcanjo que segura um globo com a cruz e um cetro, inscreve-se nesse mesmo movimento.[carece de fontes?]
A identificação do imperador triunfante com Justiniano enquadrar-se-ia bastante bem na imagística deixada por este imperador, que também fez gala em ser o centro das atenções em estátuas equestres representações da vitória, mais proclamada do que real, sobre a Pérsia: conhece-se, por um desenho de Ninfírio conservado em Budapeste, a estátua que encimava a coluna erigida por Justiniano em 543–544 no Augusteu de Constantinopla, a qual é também descrita longamente por Procópio de Cesareia na sua obra “Sobre os edifícios” (I, 2, 5). Nela, o imperador é representado montado num cavalo com uma pata levantada, segurando na mão esquerda um globo com uma cruz e com a mão direita em sinal de saudação. Na cabeça tem um chapéu feito de plumas exóticas (tufa) de aspeto particularmente grandioso. Segundo o epigrama que constituía a dedicatória, conservada na Antologia de Planudes, que confirma o relato de Procópio, a estátua estava virada para leste, em direção à Pérsia, em sinal de ameaça. O paralelismo desta estátua com a do imperador trinufante do marfim Barberini justifica-se ainda mais pois na realidade ela formava um verdadeiro grupo estatuário no Augusteu, completada pelas estátuas de três reis bárbaros oferendo o seu tributo ao imperador, equivalente ao motivo do painel inferior do marfim Barberini.[carece de fontes?]

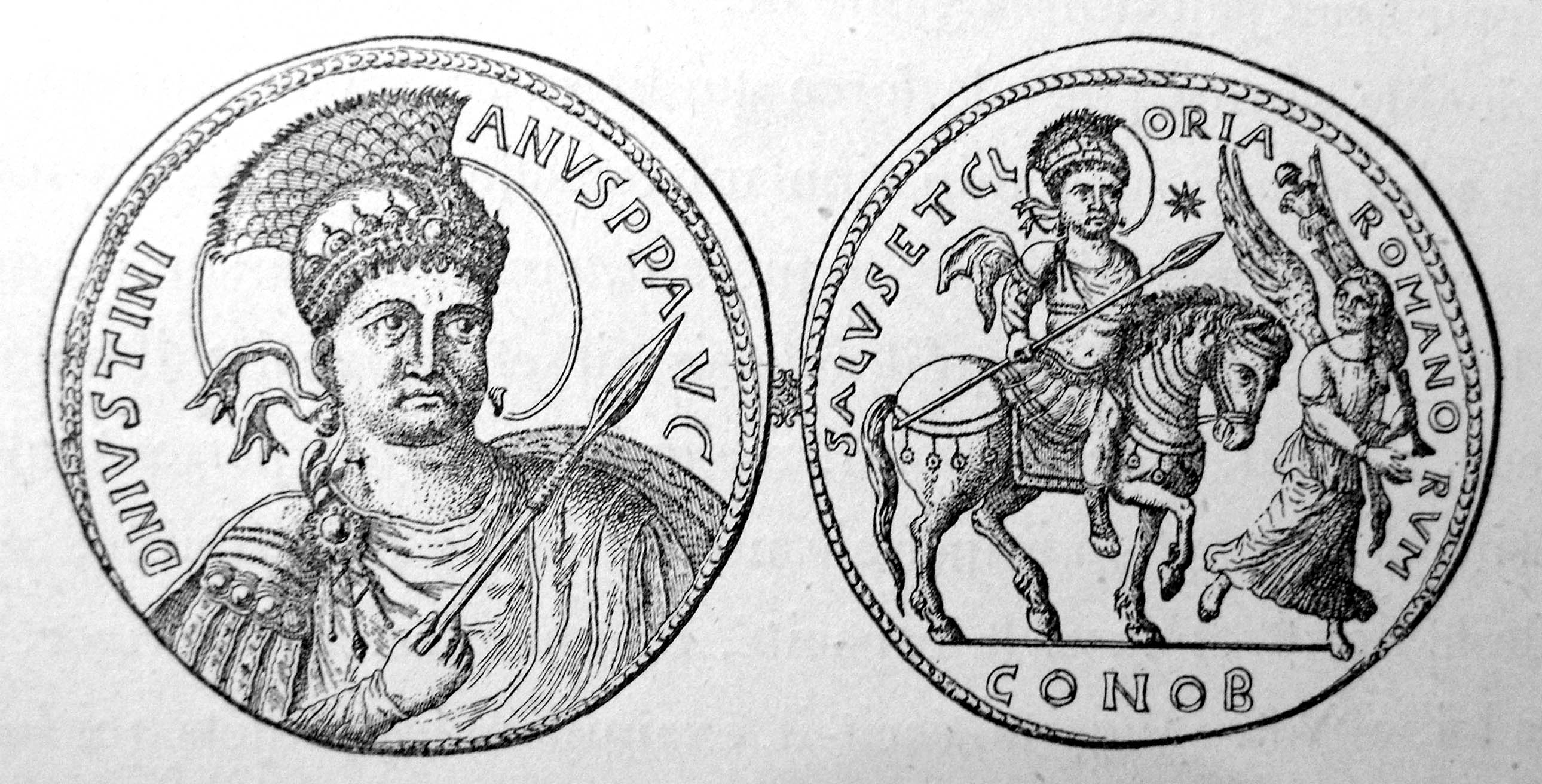
Soldo múltiplo de Justiniano com a representação de uma estátua equestre perdida do imperador,

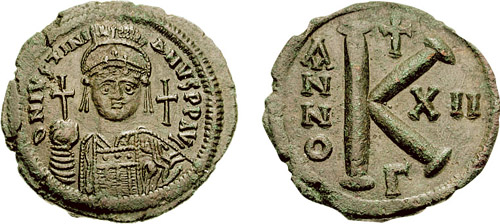
Meio-fólis de Justiniano datado de 534, onde o imperador é representado de frente

O desenho da estátua do Augusteu pode relacionar-se com outra representação equestre de Justiniano: a de uma moeda de 36 soldos de ouro descoberta em 1751. No anverso desta moeda está representado um busto de Justiniano nimbado, como general, armado de uma lança e envergando uma couraça e com o diadema e a Tufa, com a legenda «Dominus Noster Iustiniianus Perpetuus Augustus» ("Nosso Senhor Justiniano Augusto Perpétuo"). O reverso mostra mostra Justiniano igualmente nimbado montando um cavalo com uma rica caparação cujo aparelhamento também evoca o do marfim Barberini. O imperador é precedido por uma Vitória com uma palma e um troféu sobre o braço esquerdo. Uma estrela figura no campo e na inscrição a marca CONOB indica uma oficina de cunhagem de Constantinopla. Na  legenda lê-se «Salus et Gloria Romanorum» ("saúde e glória dos romanos"). O retrato de Justiniano apresentado a três quartos permite datar o medalhão antes de 538, ano a partir do qual ele é sistematicamente representado de frente. A existência de celebrações particularmente faustosas para o triunfo que representou a reconquista de Cartago aos Vândalos em 534 pode ter sido a ocasião da cunhagem dessa moeda excecional.
Outra estátua equestre, da da qual mais não resta que a dedicatória, preservada também ela na “Antologia” de Planudes, erguia-se no Hipódromo de Constantinopla. O texto dessa inscrição sugere uma composição monumental que não pode deixar de evocar o motivo do marfim Barberini:
| “ | Eis aqui, príncipe exterminador dos Medos, as oferendas que te traz Eustácio, pai e filho da Roma que é tua: um corcel que domina uma Vitória, uma segunda Vitória que que te coroa e tu mesmo cavalgando esse corcel rápido como o vento. Bem alto se eleva o teu poder, Justiniano; e que sobre a terra permanecerão para sempre acorrentados os campeões dos Medos e dos Citas. | ” |

Não existe testemunho iconográfico sobre esta estátua, mas a sua localização no hipódromo, local de reunião por excelência da população de Constantinopla, e por conseguinte lugar de exposição privilegiado de imagens de propaganda imperial, faz pensar que ela deve ter sido uma das estátuas equestres mais célebres do imperador.

### A cópia ateniense do motivo do marfim Barberini

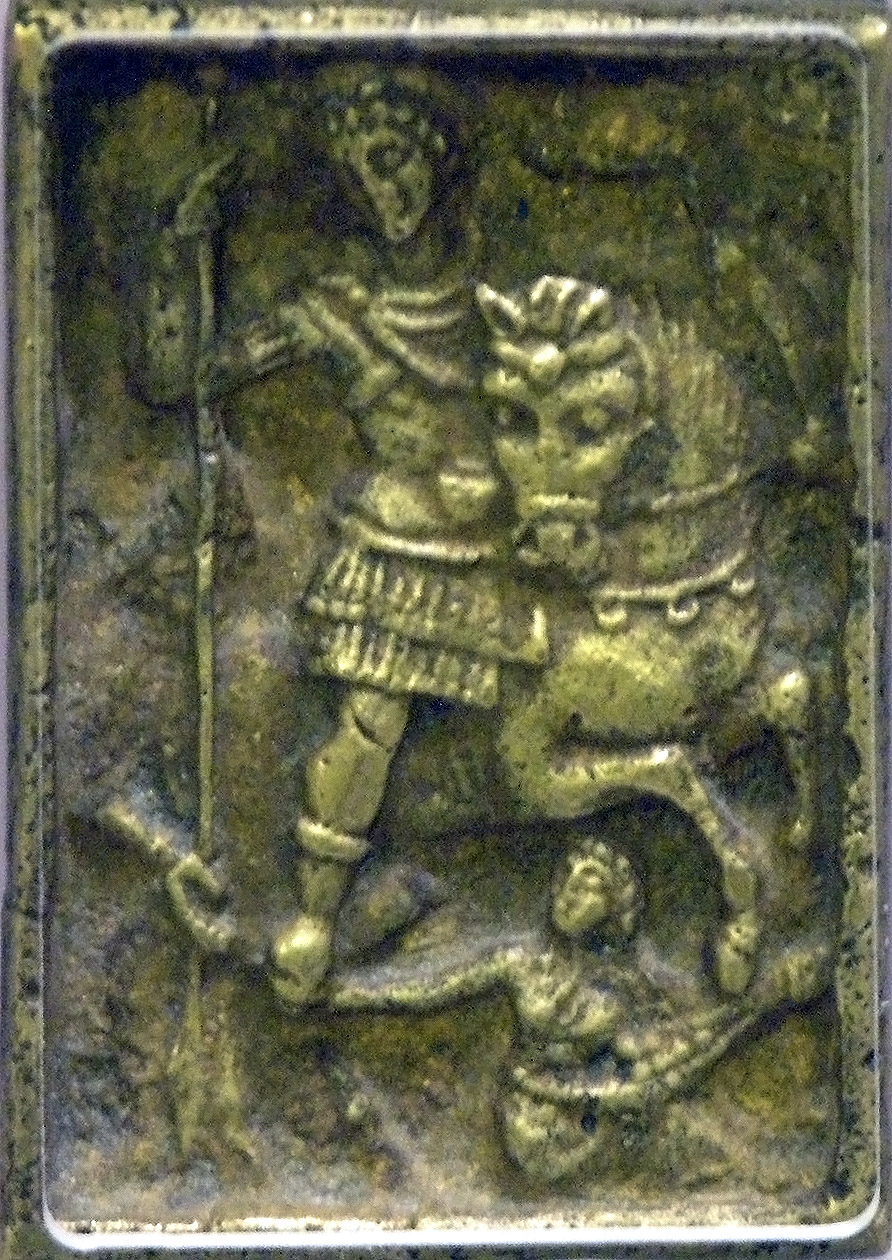
Peso de bronze com uma imitação do painel central do marfim Barberini; Museu Bizantino e Cristão de Atenas

A existência dessas estátuas equestres de Justiniano na capital bizantina sugere que o tema central do marfim Barberini retoma um modelo popularizado por essas estátuas, infelizmente perdidas, em vez de ter criado um novo estilo. Com efeito, existe pelo menos outro exemplo desta imagem num suporte totalmente diferente: um peso de bronze conservado no Museu Bizantino e Cristão de Atenas tem em relevo uma cópia exata em todos os detalhes do motivo central do marfim Barberini, embora numa escala muito reduzida. Esta réplica pode ter tido por origem o marfim, ou, como é mais provável, ambas as peças partilharam um modelo comum que pode ter sido a estátua perdida do hipódromo. Não há quaisquer dúvidas que o peso, da mesma forma que o díptico, é um produto de uma oficina imperial e que ele representa um objeto oficial, embora seja uma cópia modesta, mais barata e talvez destinada a uma grande circulação.
A existência desta cópia em modelo reduzido confirma a popularidade durante o reinado de Justiniano deste tipo de imagens de propaganda e por outro lado mostra também o zelo do imperador em mandar fabricar e difundir as estas imagens sobre tipos de suporte muito diferentes, desde a estatuária monumental até a miniaturas sobre bronze passando pelos painéis de marfim. As guerras vitoriosas, ou como tal apresentadas, não faltaram durante o reinado de Justiniano, o que poderia justificar a produção destes objetos particulares.
A posição preeminente de um bárbaro tradicionalmente identificado como um persa bem como a relação com o grupo estatuário do Augusteu contribuem para considerar que aquela "paz perpétua" concluída com o Império Sassânida em 532 foi a ocasião da criação desta imagem. Em todo o caso, os critérios estilísticos admitem também  uma datação mais tardia.